# Syd-Konnevesi Nationalpark
Syd-Konnevesi Nationalpark (finsk: Etelä-Konneveden kansallispuisto) ligger i det finske søland ved grænsen til regionerne Central Finland og det nordlige Savonia, i kommunerne Konnevesi og Rautalampi .
Parken består af øer i den sydlige del af Konnevesisøen og en omfattende kontinuerlig fastlandsstrækning på søens østbred. Nationalparken ligger syd for hovedvej 69 og nordvest for motorvej 9. I parken kan besøgende nyde søens brede åbne farvande i en båd eller kano gennem en labyrint af øer blandt glatte gletsjerslebne klipper og lodrette klippevægge. I det klare vand kan man få et glimt af de dybder, der er domænet for vilde ørreder . Du kan også vandre fra planterige skove til høje klipper for at få udsigt over fiskeørnens storslåede landskab.
Jyväskylä Universitet har en forskningsstation i Konnevesi, som er blevet berømt for eksperimentel økologi, både på landjorden og i vandet.